# P (letter)

Een aantal voorbeelden van de letter P

De letter P is de zestiende letter van het moderne Latijnse alfabet. De Semitische letter Pê (mond) zowel als de Griekse letter pi (Π, π) en de Etruskische
en Latijnse letters die zich uit de Griekse letter ontwikkelden, symboliseren alle de klank /p/, een stemloze tweelippige plosief. Veel Arabisch sprekenden hebben moeite met deze klank en spreken hem uit als een b.
In het internationale spellingsalfabet wordt de P weergegeven met behulp van het woord Papa. In het Nederlands telefoonalfabet wordt de P weergegeven door middel van de naam Pieter.